# Hellimer
Hellimer és un municipi francès, situat al departament del Mosel·la i a la regió del Gran Est. L'any 2007 tenia 608 habitants.

## Demografia

### Població
El 2007 la població de fet de Hellimer era de 608 persones. Hi havia 223 famílies, de les quals 47 eren unipersonals (12 homes vivint sols i 35 dones vivint soles), 74 parelles sense fills, 90 parelles amb fills i 12 famílies monoparentals amb fills.
La població ha evolucionat segons el següent gràfic:
Habitants censats

### Habitatges
El 2007 hi havia 242 habitatges, 234 eren l'habitatge principal de la família i 8 estaven desocupats. 204 eren cases i 37 eren apartaments. Dels 234 habitatges principals, 184 estaven ocupats pels seus propietaris, 44 estaven llogats i ocupats pels llogaters i 6 estaven cedits a títol gratuït; 1 tenia una cambra, 9 en tenien dues, 20 en tenien tres, 36 en tenien quatre i 169 en tenien cinc o més. 201 habitatges disposaven pel capbaix d'una plaça de pàrquing. A 89 habitatges hi havia un automòbil i a 118 n'hi havia dos o més.

### Piràmide de població
La piràmide de població per edats i sexe el 2009 era:
| Homes | Edats   | Dones |
| ----- | ------- | ----- |
| 0     | 95 o +  | 0     |
| 0     | 90 a 94 | 0     |
| 0     | 85 a 89 | 0     |
| 4     | 80 a 84 | 8     |
| 4     | 75 a 79 | 12    |
| 16    | 70 a 74 | 12    |
| 16    | 65 a 69 | 16    |
| 12    | 60 a 64 | 8     |
| 8     | 55 a 59 | 0     |
| 24    | 50 a 54 | 32    |
| 16    | 45 a 49 | 20    |
| 32    | 40 a 44 | 24    |
| 20    | 35 a 39 | 20    |
| 0     | 30 a 34 | 12    |
| 20    | 25 a 29 | 4     |
| 24    | 20 a 24 | 8     |
| 8     | 15 a 19 | 12    |
| 12    | 10 a 14 | 32    |
| 20    | 5 a 9   | 4     |
| 20    | 0 a 4   | 4     |

## Economia
El 2007 la població en edat de treballar era de 406 persones, 288 eren actives i 118 eren inactives. De les 288 persones actives 266 estaven ocupades (138 homes i 128 dones) i 24 estaven aturades (9 homes i 15 dones). De les 118 persones inactives 35 estaven jubilades, 34 estaven estudiant i 49 estaven classificades com a «altres inactius».

### Ingressos
El 2009 a Hellimer hi havia 234 unitats fiscals que integraven 606 persones, la mediana anual d'ingressos fiscals per persona era de 17.653,5 €.

### Activitats econòmiques
Dels 20 establiments que hi havia el 2007, 1 era d'una empresa extractiva, 2 d'empreses alimentàries, 5 d'empreses de construcció, 4 d'empreses de comerç i reparació d'automòbils, 2 d'empreses d'hostatgeria i restauració, 1 d'una empresa financera, 2 d'empreses de serveis, 1 d'una entitat de l'administració pública i 2 d'empreses classificades com a «altres activitats de serveis».
Dels 10 establiments de servei als particulars que hi havia el 2009, 1 era una oficina bancària, 1 taller de reparació d'automòbils i de material agrícola, 2 paletes, 2 fusteries, 2 lampisteries i 2 perruqueries.
Dels 5 establiments comercials que hi havia el 2009, 1 era una botiga de més de 120 m², 2 fleques, 1 una fleca i 1 una botiga de mobles.
L'any 2000 a Hellimer hi havia 11 explotacions agrícoles.

## Equipaments sanitaris i escolars
El 2009 hi havia 1 escola maternal i 1 escola elemental.

## Poblacions més properes
El següent diagrama mostra les poblacions més properes.